# Andreas Bobolakerk
De Andreas Bobolakerk (Pools: Kościół św. Andrzeja Boboli) is een rooms-katholieke vakwerkkerk in het Poolse Milicz. De kerk werd oorspronkelijk als de lutherse Genadekerk van het Heilig Kruis gebouwd.

## Geschiedenis

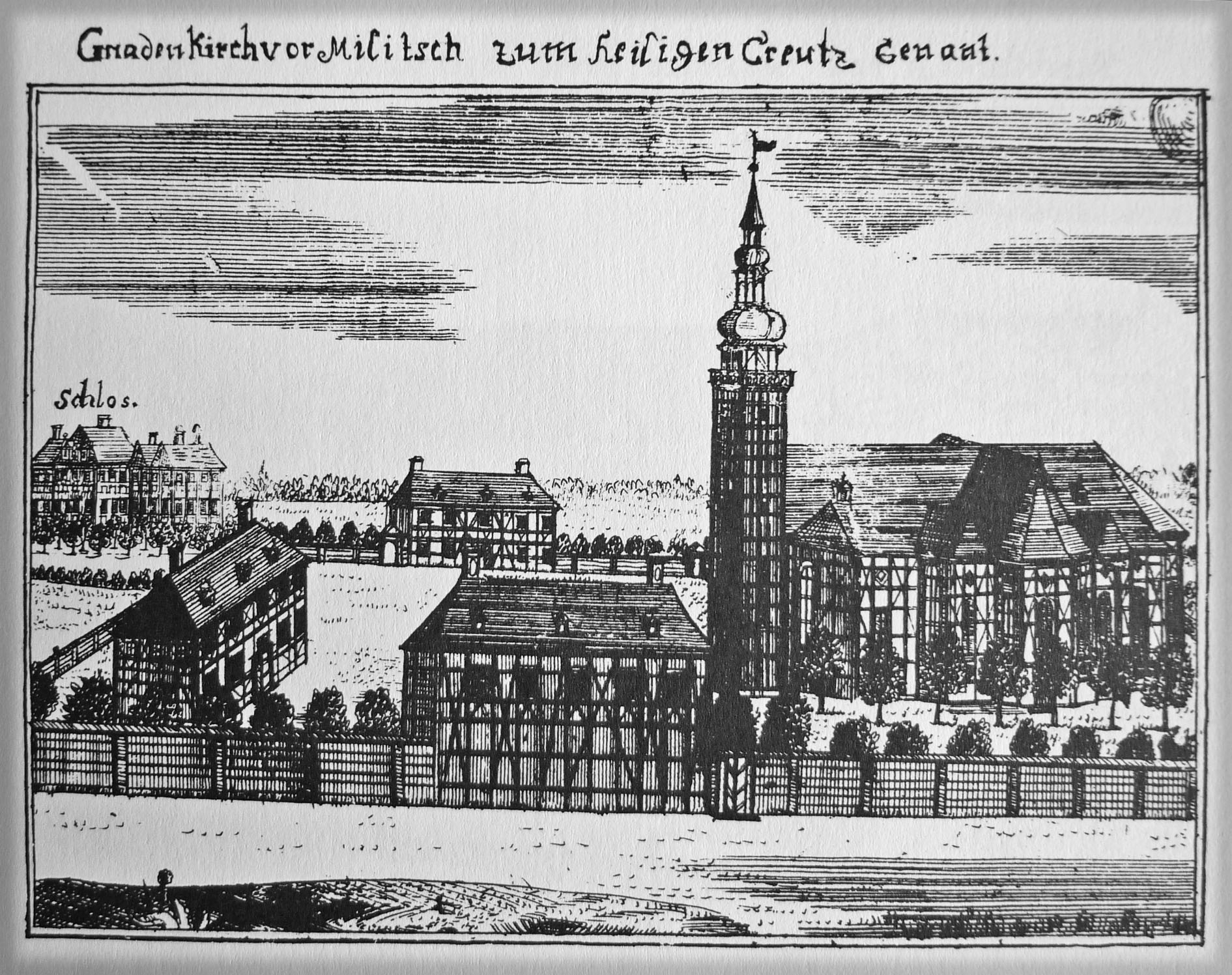
De Genadekerk van het Heilig Kruis in het midden van de 18e eeuw

Op 1 september 1707 werd in het slot van Altranstädt tussen Karel XII van Zweden en Keizer Jozef I overeengekomen dat de keizer voor Silezië vrijheid van geloof zou waarborgen. Hiermee kwam een eind aan het katholieke absolutisme in Silezië. De kerk was tijdens de bouw een van de zes zogenaamde protestantse genadekerken, die naar aanleiding het Verdrag van Altranstädt in Silezië mochten worden gebouwd. Naast de bouw van zes nieuwe kerken en het toestaan van het bouwen van torens bij een drietal andere protestantse kerken, werd eveneens overeengekomen dat 120 katholieke kerken aan de Silezische protestanten zouden worden teruggeven.
Na het ondertekenen van een aanvullende overeenkomst tussen de keizer en de koning van Zweden begon in juni 1709 de bouw aan de Genadekerk van het Heilig Kruis, die in 1714 werd voltooid. Een grote bijdrage aan de bouw werd geleverd door het plaatselijke gravenhuis Maltzahn, dat sinds 1590 er de scepter zwaaide. Oorspronkelijk was de toren 59 meter hoog, maar uit angst voor instorting werd de toren in 1789 met 10 meter gereduceerd tot 49 meter. In de toren hangen drie klokken die in het begin van de 20e eeuw werden geschonken door de familie Maltzahn.
Na de Tweede Wereldoorlog werd de Duitse bevolking uit Milicz verdreven en werd de kerk een katholiek godshuis.
Bijzonder waren de in brons gegoten kroonluchter uit 1720, de barokke preekstoel en het barokke doopvont, die in 1955 uit de kerk werden gehaald en een plek kregen in de kathedraal van Poznan. Het Sauer-orgel heeft 33 registers en dateert uit 1718. Het interieur van de kerk verraadt met de rondlopende galerijen nog altijd de protestantse oorsprong van het gebouw.
Sinds 1994 is de Andreas Bobolakerk een zelfstandige parochiekerk.

## Afbeeldingen

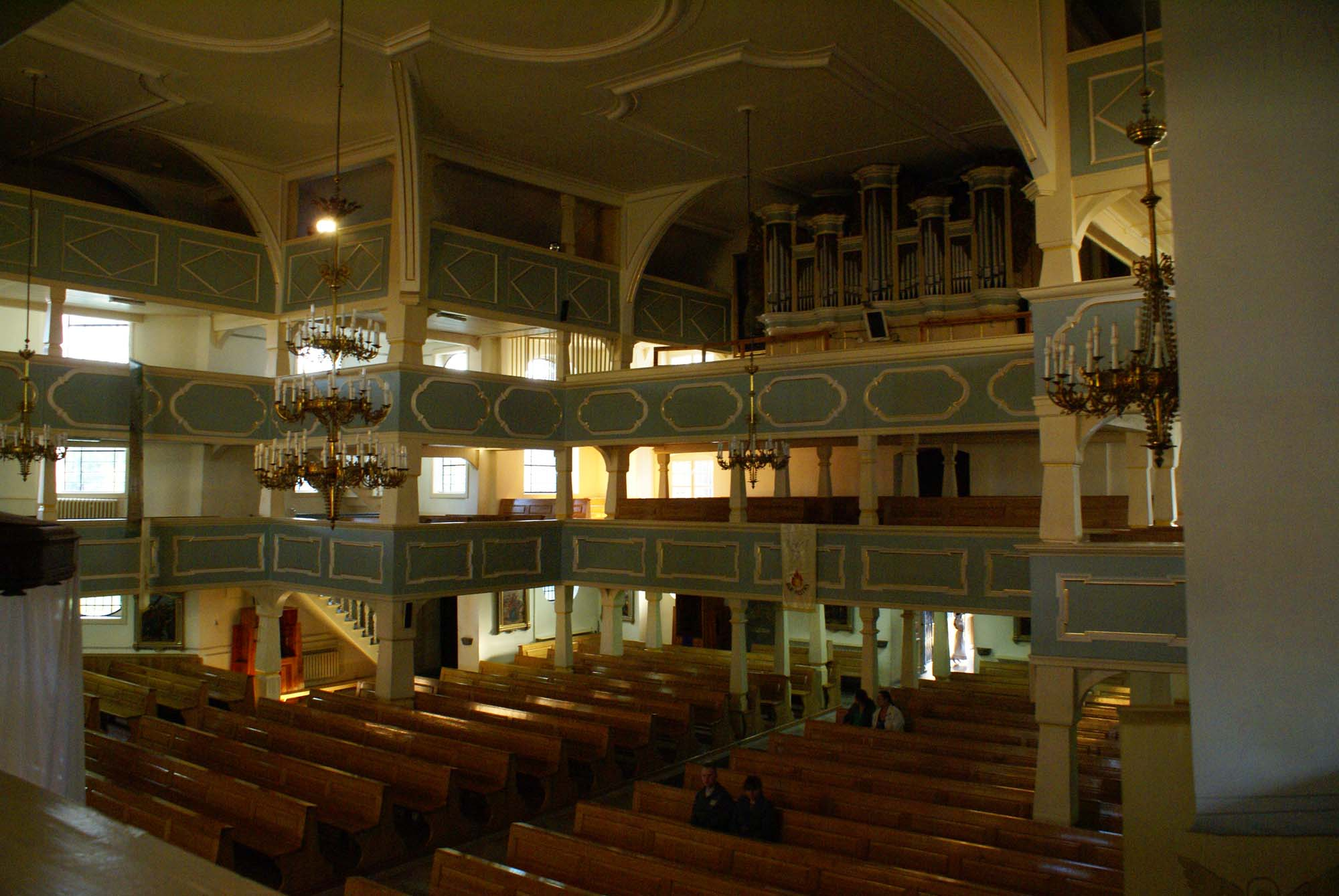
Interieur
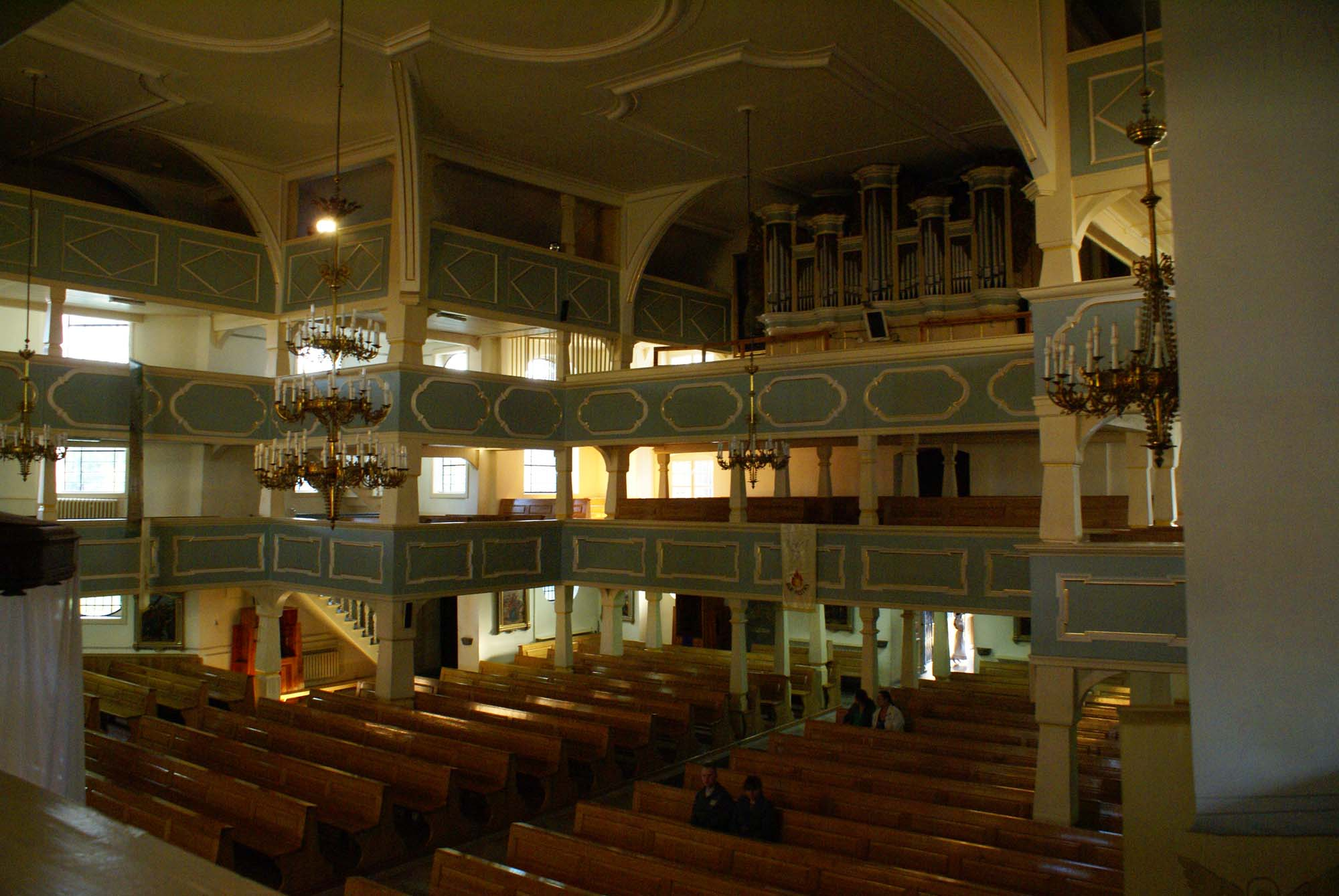
Koor
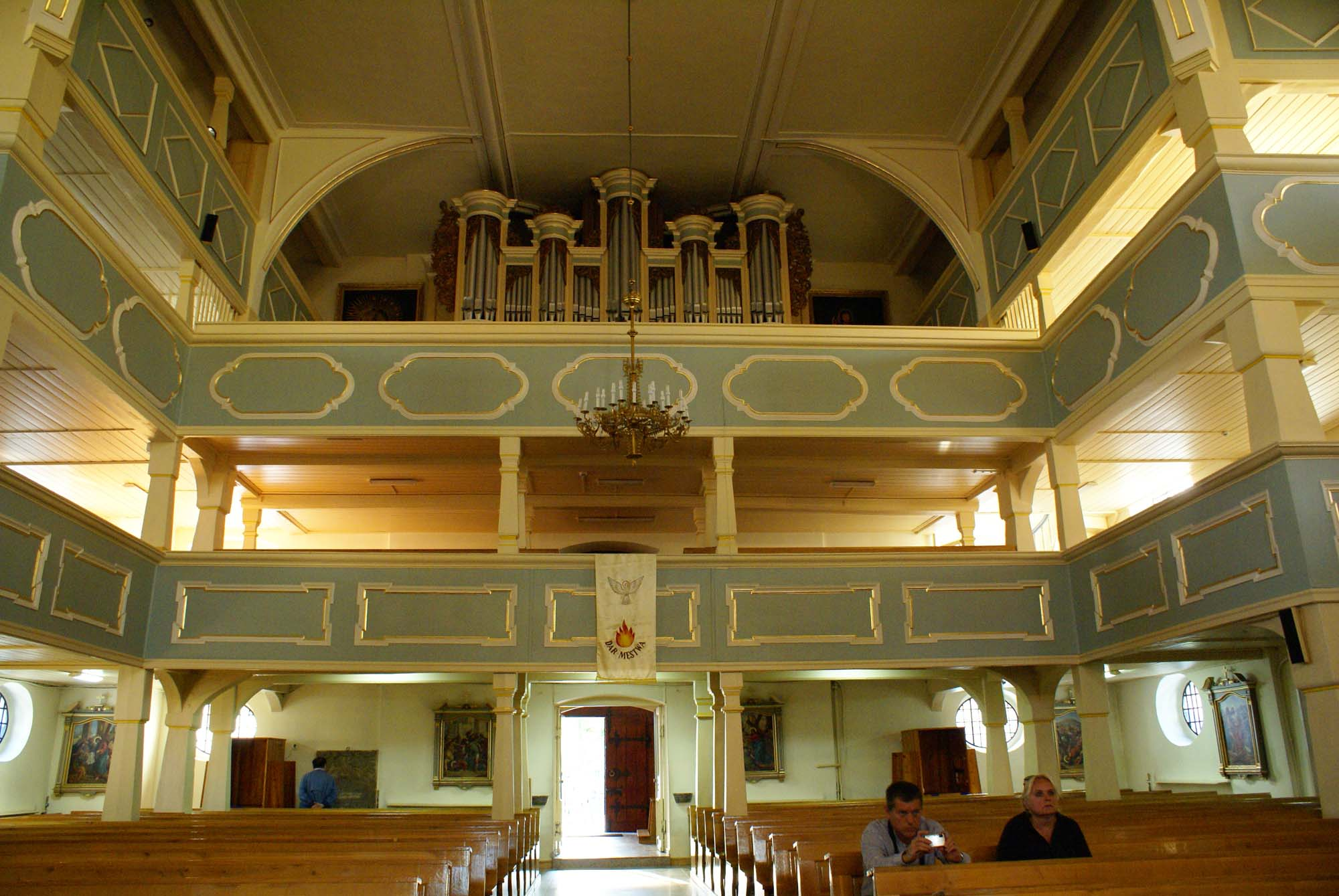
Orgelgalerij